# Konrad III Rudy
Konrad III Rudy (ur. ok. 1448, zm. 28 października 1503 w Osiecku) – książę czerski, liwski, warszawski, nurski, łomżyński, ciechanowski, różański, zakroczymski i wyszogrodzki w latach 1454–1471 razem z braćmi (do 1462 regencja), książę płocki, wiski i płoński, oraz pan Zawkrza w latach 1462–1471, w wyniku podziału od 1471 książę czerski i liwski, w latach 1474–1489 i od 1495 ponownie wyszogrodzki, od 1484 zakroczymski, od 1488 nurski, od 1489 warszawski.

## Życiorys
Konrad III był trzecim pod względem starszeństwa synem księcia warszawskiego Bolesława IV (najstarszym który przeżył ojca) i Barbary Olelkówny.
10 września 1454 zmarł ojciec księcia Bolesław IV i Konrad III znalazł się wraz z młodszym rodzeństwem pod opieką regencji kierowanej przez płockiego biskupa Pawła Giżyckiego i matkę Barbarę. Za pełnoletniego Konrad III został uznany w 1462 i aż do 1471 rządził formalnie wspólnie z braćmi jako tak zwani bracia niedzielni.
Na początku 1462 z sąsiedniego Mazowsza płockiego nadeszła wieść o niespodziewanej bezpotomnej śmierci tamtejszych książąt: Siemowita VI i Władysława II. Konrad III mając nadzieję przejąć całość spadku niezwłocznie przyjął tytuł księcia płockiego. Na spuściznę tę miał jednak ochotę również i Kazimierz Jagiellończyk, który – powołując się na prawa suwerena i dysponując większymi możliwościami – zajął ziemię bełską, rawską i gostynińską i połączył je z koroną. Tylko ze względu na fakt toczonej wojny trzynastoletniej z zakonem krzyżackim i obawa, że inkorporacja całości spotka się z niezadowoleniem opinii publicznej, jako zbyt agresywna, skłoniły króla tymczasowo do zaakceptowania panowania Konrada III w ziemi płockiej, płońskiej i Zawkrzu (to, że ziemie te w ogóle przeszły w jego ręce, Konrad III zawdzięczał tylko energicznej postawie Katarzyny Siemowitówny, ciotki ostatnich książąt mazowieckich z linii płockiej).
Zajęcie ziemi płockiej nie oznaczało jednak końca zmagań o zachowanie jej w rękach Piastów mazowieckich. W listopadzie 1462 książę został zobowiązany do stawiennictwa w Piotrkowie, gdzie miał stanąć przed sądem królewskim kierowanym przez Stanisława Ostroroga, wojewodę kaliskiego. Werdykt sądu można było przewidzieć z góry i 25 listopada 1462 książę, oburzony, opuścił miejsce obrad, na których uznano fakt inkorporacji Rawy, Gostynina i Bełza oraz polecono dokonać tego samego z pozostałą częścią spuścizny po Siemowicie VI i Władysławie II. Z nieznanych przyczyn, mimo potwierdzenia wyroku w latach następnych, Kazimierz Jagiellończyk nie wykorzystał wtedy przysługujących mu praw i Płock pozostał jeszcze na jakiś czas przy Piastach (w 1476 odpadła tylko po śmierci Anny, wdowy po Władysławie I, jej oprawa wdowia, czyli ziemia sochaczewska).
Nie chcąc ryzykować ostatecznej utraty łaski królewskiej, Konrad III wsparł wojska koronne w wojnie z zakonem, na przykład oblegając w 1464 Działdowo. Był gwarantem pokoju toruńskiego 1466 roku.
3 kwietnia 1471, w związku z osiągnięciem przez braci Konrada III – Kazimierza III, Janusza II i Bolesława V – pełnoletniości, zdecydowano się na podział jednolitego Mazowsza na dzielnice. Konrad III jako najstarszy miał pierwszeństwo wyboru i zdecydował się ziemię czerską i liwską. Nie był to ostateczny podział, gdyż w 1474 Konradowi udało się uzyskać od Kazimierza ziemię wyszogrodzką, a dziesięć lat później od Bolesława V ziemię zakroczymską.
27 kwietnia 1488 zmarł książę warszawski i nurski Bolesław V. Zgodnie ze wcześniejszymi umowami jego władztwo miał objąć Konrad III. Z nieznanych przyczyn mieszczanie warszawscy wypowiedzieli jednak księciu posłuszeństwo i przywołali do miasta Janusza II. Dopiero układ zawarty w następnym roku, w którym Konrad III wymienił z Januszem ziemię wyszogrodzką na warszawską, pozwolił temu pierwszemu przejąć całość spadku po Bolesławie V.
Ciągłe zagrożenie dla Mazowsza ze strony Jagiellonów książę próbował ograniczyć przez kontakty z państwami wrogimi Polsce – z Krzyżakami, a nawet Moskwą. Bezskutecznie jednak, gdyż kiedy 16 lutego 1495 zmarł Janusz II i o jego dzierżawy upomniał się król Jan Olbracht, Konrad III pozostał sam.
Niemniej książę początkowo nie rezygnował i, wyprzedzając wojska koronne, obsadził błyskawicznie zamek w Płocku. Jan Olbracht w przeciwieństwie do ojca nie chciał jednak odpuścić i kiedy w sierpniu 1495 wojska polskie przybyły do Płocka, Konrad III, zdając sobie sprawę z niemożności stawienia oporu, zrezygnował z walki. Zwycięskiemu królowi inkorporacja ziemi płockiej jednak nie wystarczyła i w lutym 1495 polecił księciu stawić się w Piotrkowie, gdzie dodatkowo go upokorzył odebraniem mu jako dziedzicznych posiadłości większości obszaru Mazowsza. Tylko w ziemi czerskiej Piastowie mieli panować dziedzicznie, reszta dzielnicy miała po śmierci Konrada zostać inkorporowana do korony.
W Piotrkowie ograniczono również możliwości Konrada realizacji polityki wewnętrznej, gdyż odtąd każdy szlachcic prowincji mógł w razie konfliktu z księciem odwołać się do decyzji króla. Decyzja ta w 1501 omal nie pozbawiła Konrada III władzy, kiedy to senat w królestwie wydał wyrok pozwalający na odebranie mu ziem dzierżonych dożywotnio za krzywdy wyrządzone przez księcia niejakiemu Radzymińskiemu. Tylko śmierć Jana Olbrachta i wywołany tym chaos spowodowały, że pomysł ten nie został zrealizowany.
Konrad III był od 1496 lub 1497 żonaty z Anną Radziwiłłówną, córką wojewody wileńskiego Mikołaja Radziwiłłowicza (wcześniej był związany z Magdaleną Stawrotówną, była to jednak kobieta niskiego stanu i ewentualne potomstwu nie miałoby praw do Mazowsza), z którego doczekał się czworga dzieci: dwóch córek (Zofii – żona najpierw magnata węgierskiego Stefana Batorego, następnie Ludwika Pekryego – i Anny – żona Stanisława Odrowąża wojewody podolskiego) oraz dwóch synów (Stanisława i Janusza). Ponadto książę miał dwoje dzieci z Dorotą z Warszawy i syna Hieronima oraz najprawdopodobniej córkę Annę Dorotę Chynowską, żonę podsędka czerskiego Jana Warszewieckiego, z Anną Łoską.
Konrad III Rudy został pochowany w kolegiacie św. Jana w Warszawie.